# بیکاری (کومونه)
بیکاری (به ایتالیایی: Biccari) یک کومونه در ایتالیا است که در استان فوجا واقع شده‌است.

## خصوصیات
بیکاری ۱۰۶٫۳۰ کیلومترمربع مساحت و ۲٬۸۹۹ نفر جمعیت دارد و ۴۵۰ متر بالاتر از سطح دریا واقع شده‌است.